# Celep (Kedawung)
Celep is een bestuurslaag in het regentschap Sragen van de provincie Midden-Java, Indonesië. Celep telt 6852 inwoners (volkstelling 2010).